# Grzegorz Jakosz
Grzegorz Jakosz (ur. 28 września 1979 w Raciborzu) – polski piłkarz grający na pozycji obrońcy. Zawodnik posiada uprawnienia trenerskie.

## Kariera
Wychowanek Unii Racibórz. Z Unii Racibórz przeniósł się do Kietrza, aby występował w Włókniarz Kietrz. Rozegrał tam 8 spotkań. Następnym jego klubem był GKS Bełchatów. Były gracz Arki Gdynia, Odry Wodzisław, Polonii Warszawa, Górnika Zabrze. W ekstraklasie rozegrał 104 spotkania, strzelił 6 bramek. Jego debiut w I lidze miał miejsce 9 sierpnia 2003 roku w meczu pomiędzy Lechem Poznań a Górnikiem Zabrze wygranym przez drużynę z Zabrza 2:1. W sezonie 2007/08 przeszedł do Odry Wodzisław w barwach której rozegrał 16 spotkań. Przed sezonem 2008/09 rozwiązał kontrakt z Wodzisławskim klubem. Następnie grał w Stilonie Gorzów. Rozegrał 34 spotkania. Klub nie przedłużył z nim kontraktu. Na następny sezon związał się jednorocznym kontraktem z Chojniczanką Chojnice. Od sezonu 2012/2013 był zawodnikiem a od lata 2013 grającym trenerem trzecioligowej Odry Wodzisław Śląski. Ostatnim klubem, w którym grał była Unia Turza.